# Cubilia smithi
Cubilia smithi là một loài bọ cánh cứng trong họ Cerambycidae.